# 川島誠
川島 誠（かわしま まこと、1956年 - ）は、日本の児童文学作家、小説家。本業は塾講師。
代表作は小説『800』で、同作は『800 TWO LAP RUNNERS』のタイトルで1994年に映画化された。

## 略歴
1956年東京都生まれ。神奈川県立湘南高等学校を経て京都大学文学部アメリカ文学科卒。今江祥智に師事。
1983年、「幸福とは撃ち終わったばかりのまだ熱い銃」でデビュー。それまでの児童文学ではあまり書かれてこなかった少年の性を題材とした作品を発表する。那須正幹は「従来の児童文学が、物事の道理を考えて行動する子ども像を提示して来たのに対して、川島作品は、好き嫌いとか、性欲に左右されて行動する子ども像を創作した」と評している。
妻は同じく児童文学作家の二宮由紀子。

## 作品
- 『電話がなっている』（国土社） 1985

「幸福とは撃ち終わったばかりのまだ熱い銃」
「田舎生活（カントリーライフ）」
「ぼく歯医者になんかならないよ」
「電話がなっている」
「悲しみの池、喜びの波」
- 『夏のこどもたち』（マガジンハウス） 1991、のち角川文庫 2005 ISBN 4043648057
- 『800』（マガジンハウス） 1992 ISBN 4838703325、のち角川文庫 2001 ISBN 4043648014
- 『もういちど走り出そう』（マガジンハウス） 1994、のち角川文庫 2003 ISBN 4043648030
- 『しろいくまとくすのき』（文溪堂） 1996
- 『ロッカーズ』（マガジンハウス） 2000、のち角川文庫 2004 ISBN 4043648049
- 『セカンド・ショット』（角川文庫） 2002 ISBN 4043648022

上掲『電話がなっている』 のうち「幸福とは...」を除いた短編に「セカンド・ショット」 1992と、書き下ろし「セビージャ」を加えた改装版。
- 『ゲキトツ!』（BL出版） 2003
- 『NR（ノーリターン）』（角川書店） 2004 ISBN 4048735721
- 『海辺でLSD』 (KADOKAWA)  2006、のち改題『海辺でロング・ディスタンス』（角川文庫） 2009
- 『ファイナル・ラップ』（角川書店） 2010
- 『神様のみなしご』（角川春樹事務所） 2012
- 『スタート・イン・ライフ』（双葉社） 2013